# Hantkeninella
Hantkeninella, en ocasiones erróneamente denominado Hantkinella, es un género de foraminífero planctónico considerado un sinónimo posterior de Hantkenina de la familia Hantkeninidae, de la superfamilia Hantkeninoidea, del suborden Globigerinina y del orden Globigerinida. Su especie tipo era Hantkenina alabamensis var. primitiva. Su rango cronoestratigráfico abarcaba desde el Luteciense (Eoceno medio) hasta el Priaboniense (Eoceno superior).

## Descripción
Su descripción podría coincidir con la del género Hantkenina, ya que Hantkeninella ha sido considerado un sinónimo subjetivo posterior. La principal diferencia entre ambos géneros es que en Hantkeninella las tubuloespinas se desarrollan sólo en las últimas cámaras de la última vuelta de espira mientras que en Hantkenina se desarrollan en todas las cámaras.

## Paleoecología
Hantkeninella, como Hantkenina, incluía especies con un modo de vida planctónico, de distribución latitudinal cosmopolita, preferentemente tropical-subtropical, y habitantes pelágicos de aguas profundas (medio mesopelágico inferior a batipelágico superior).

## Discusión
Hantkeninella fue propuesto como un subgénero de Hantkenina, es decir, Hantkenina (Hantkeninella).

## Clasificación
Hantkeninella incluía a la siguiente especie:
- Hantkeninella primitiva †